# Chrysolarentia subrectaria
Chrysolarentia subrectaria är en fjärilsart som först beskrevs av Achille Guenée 1858.  Chrysolarentia subrectaria ingår i släktet Chrysolarentia och familjen mätare. Inga underarter finns listade i Catalogue of Life.

## Bildgalleri

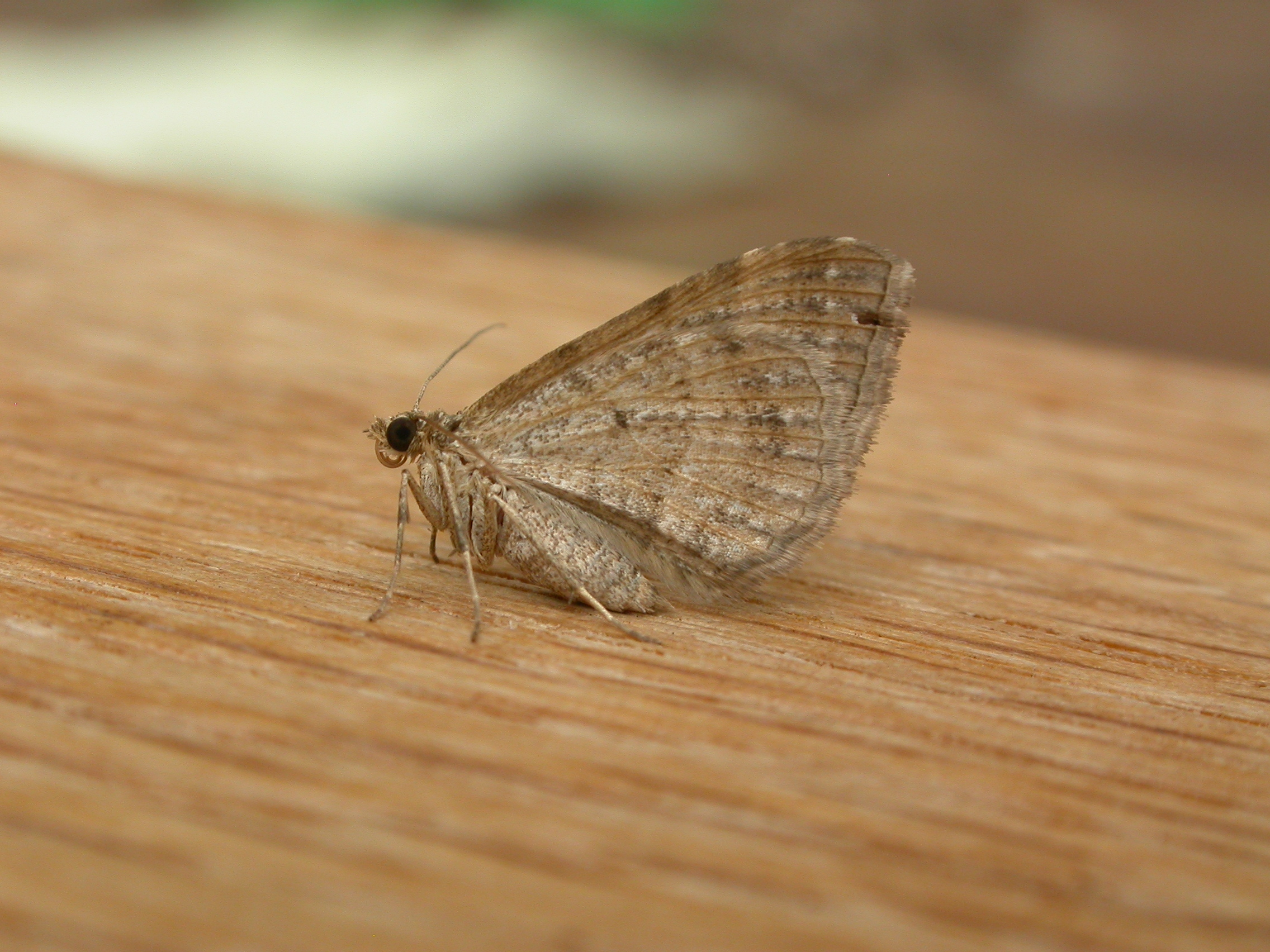